# 하상
하상(夏常, ? ~ ?)은 전한 말기의 관료로, 자는 중제(仲齊)이며 남군 사람이다.

## 행적
원수 원년(기원전 2년), 광록대부에서 우부풍으로 전임되었다.

## 출전
- 반고, 《한서》 권19하 백관공경표 下

| 전임 홍담 | 전한의 우부풍 기원전 2년 ~ 기원전 1년? | 후임 필유 |